# Виборчий округ 32
Виборчий округ 32 — виборчий округ в Дніпропетровській області. В сучасному вигляді був утворений 28 квітня 2012 постановою ЦВК №82 (до цього моменту існувала інша система виборчих округів). Окружна виборча комісія цього округу розташовується в будівлі виконавчого комітету Довгинцівської районної в місті Кривий Ріг ради за адресою м. Кривий, вул. Дніпропетровське шосе, 11.
До складу округу входять Довгинцівський район та частина Саксаганського району (окрім мікрорайонів Мудрьона та Дзержинка) міста Кривий Ріг. Виборчий округ 32 межує з округом 31 на півночі, з округом 33 на південному заході та з округом 37 з усіх інших сторін. Виборчий округ №32 складається з виборчих дільниць під номерами 121512-121553, 121638-121683, 121690-121693 та 121788.

## Народні депутати від округу
| Ім'я                             | Фото | Партія          | Скликання | Дата набуття повноважень | Дата припинення повноважень |
| -------------------------------- | ---- | --------------- | --------- | ------------------------ | --------------------------- |
| Любоненко Юрій Вікторович        |      | Партія регіонів | 7-ме      | 12 грудня 2012           | 27 листопада 2014           |
| Гальченко Андрій Володимирович   |      | самовисуванець  | 8-ме      | 27 листопада 2014        | 29 серпня 2019              |
| Криворучкіна Олена Володимирівна |      | Слуга народу    | 9-те      | 29 серпня 2019           |                             |

## Результати виборів

### Парламентські

#### 2019
Кандидати-мажоритарники:
- Криворучкіна Олена Володимирівна (Слуга народу)
- Гальченко Андрій Володимирович (самовисування)
- Милобог Юрій Валерійович (самовисування)
- Біла Інеса Григорівна (самовисування)
- Павліков Артур Вадимович (Європейська Солідарність)
- Кучерук Геннадій Дмитрович (Сила і честь)
- Соловйова Тетяна Олександрівна (Свобода)
- Мірзоян Вадим Віталійович (Батьківщина)
- Бурман Людмила Володимирівна (самовисування)
- Ігнатенко Олена Ігорівна (самовисування)
- Таймурзін Олексій Леонідович (самовисування)
- Шишло Олег Анатолійович (самовисування)
- Дейнека Олександр Сергійович (самовисування)
- Вернигор Віра Петрівна (самовисування)
- Левченко Вадим Сергійович (самовисування)
- Тасюк Вікторія Миколаївна (самовисування)

#### 2014
Кандидати-мажоритарники:
- Гальченко Андрій Володимирович (самовисування)
- Рубан Інна Іванівна (Блок Петра Порошенка)
- Сова Світлана Миколаївна (Народний фронт)
- Милобог Юрій Валерійович (самовисування)
- Броєцький Олександр Анатолійович (Радикальна партія)
- Туровська Ірина Львівна (самовисування)
- Біла Інеса Григорівна (Заступ)
- Шевчик Оксана Олександрівна (самовисування)
- Решотка Сергій Павлович (самовисування)
- Черствий Геннадій Борисович (Батьківщина)
- Данелія Сілован Манучарович (самовисування)
- Яковченко Іван Анатолійович (самовисування)
- Романов Валерій Петрович (самовисування)

#### 2012
Кандидати-мажоритарники:
- Любоненко Юрій Вікторович (Партія регіонів)
- Шевчик Оксана Олександрівна (Батьківщина)
- Коваль Максим Валерійович (Комуністична партія України)
- Ганюков Сергій Михайлович (УДАР)
- Туровська Ірина Львівна (самовисування)
- Герасименко Ірина Миколаївна (Україна — Вперед!)
- Беспальчук Ігор Вячеславович (Нова політика)
- Поворознюк Ігор Іванович (Соціалістична партія України)

## Явка
Явка виборців на окрузі: